# PRBS
PRBS (ang. pseudo-random bit sequence) – pseudoprzypadkowa (pseudolosowa) sekwencja bitów; w języku polskim używa się także nazwy: sygnał prawie przypadkowy (SPP).

## Definicja formalna
Sekwencja binarna jest to sekwencja składająca się z {\displaystyle N} bitów, {\displaystyle a_{j}(j=0,1,...,N-1),} tj. z {\displaystyle m} jedynek i {\displaystyle N-m} zer. Sekwencja binarna jest pseudolosowa (PRBS), jeśli jej funkcja autokorelacji {\displaystyle C(v)=\sum _{j=0}^{N-1}a_{j}a_{j+v}} ma tylko dwie wartości:
- {\displaystyle C(v)=m\quad {}} jeśli {\displaystyle v=0{\pmod {N}},}
- {\displaystyle C(v)=mc\quad {}} jeśli {\displaystyle v\neq 0{\pmod {N}},}

gdzie {\displaystyle c=(m-1)/(N-1)} nazywamy cyklem życia (cyklem powtarzania) ciągu PRBS.
Sekwencja PRBS jest przypadkowa w tym sensie, że wartość elementu {\displaystyle a_{j}} jest niezależna od wartości każdego innego elementu, podobnie jak dla prawdziwych sekwencji przypadkowych.
Nazywamy ją sekwencją pseudoprzypadkową, ponieważ jest ona zdeterminowana i po {\displaystyle N} elementach zaczyna się ona powtarzać, co oczywiście nie występuje dla prawdziwych sekwencji przypadkowych, takich jak sekwencje generowane przez źródła radioaktywne lub szum biały.
PRBS jest pojęciem bardziej ogólnym niż n-sekwencja, która jest specjalną pseudoprzypadkową sekwencją bitową składającą się z {\displaystyle n} bitów, generowaną na wyjściu liniowego rejestru przesuwnego. n-sekwencja zawsze ma połówkowy cykl życia i zawiera {\displaystyle N=2^{k}-1} elementów.
Na przykład wzór PRBS 15 zawiera {\displaystyle N=2^{15}-1=32\ 767} kombinacji przy czym wyklucza się kombinację składającą się z samych zer.

## Metody generowania

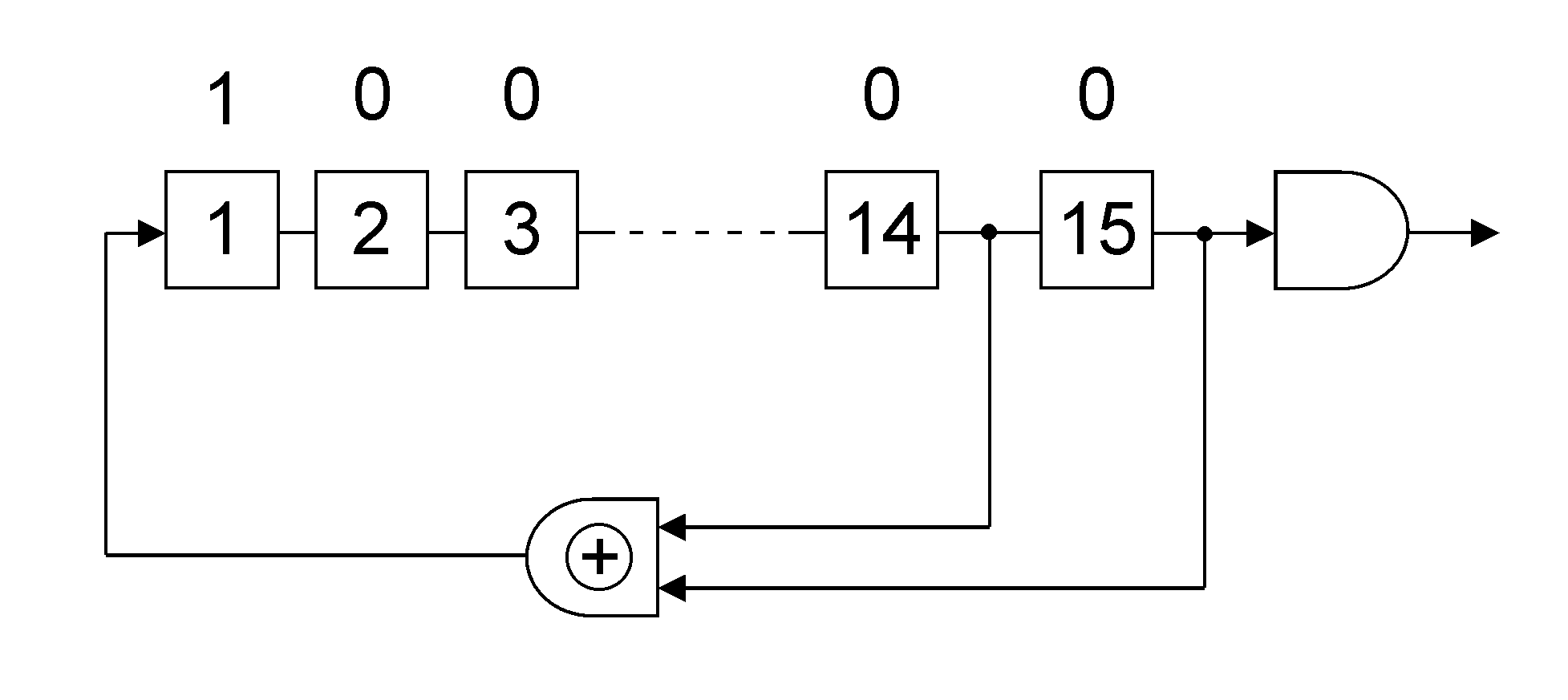
Przykład zastosowania rejestru przesuwającego do budowy generatora sekwencji PRBS 15

Do generowania ciągów PRBS wykorzystuje się najczęściej rejestr przesuwający ze sprzężeniem zwrotnym realizowanym przez bramkę logiczną typu XOR. Każdy rejestr przesuwający jest stowarzyszony z pewnym wielomianem nad ciałem skończonym. Maksymalną długość mają rejestry przesuwające stowarzyszone z wielomianami pierwotnymi (nierozkładalnymi) w ciele.
Poniższa tabelka podaje bardziej szczegółowe dane na temat spotykanych ciągów PRBS zbudowanych w oparciu o wybrane wielomiany (konkretne wielomiany zostały najprawdopodobniej wybrane ze względu na niewielką liczbę składników):
| Ciągi pseudolosowe | Okres wzorca {\displaystyle (2^{n}-1)} | Stowarzyszony wielomian         | Sposób włączenia sprzężenia zwrotnego [po rejestrach nr] | Maksymalny ciąg zer [bit] | Uwagi/zalecenia def. ciąg |
| ------------------ | -------------------------------------- | ------------------------------- | -------------------------------------------------------- | ------------------------- | ------------------------- |
| PRBS 6             | 63                                     | {\displaystyle x^{6}+x^{5}+1}   | 5 i 6                                                    | 5                         | –                         |
| PRBS 9             | 511                                    | {\displaystyle x^{9}+x^{5}+1}   | 5 i 9                                                    | 8                         | ITU V.52                  |
| PRBS 10            | 1 023                                  | {\displaystyle x^{10}+x^{7}+1}  | 7 i 10                                                   | 10                        | ITU                       |
| PRBS 11            | 2 047                                  | {\displaystyle x^{11}+x^{9}+1}  | 9 i 11                                                   | 10                        | ITU O.152                 |
| PRBS 15            | 32 767                                 | {\displaystyle x^{15}+x^{14}+1} | 14 i 15                                                  | 15                        | ITU O.152'                |
| PRBS 17            | 131 071                                | {\displaystyle x^{17}+x^{14}+1} | 14 i 17                                                  | 16                        | –                         |
| PRBS 20            | 1 048 575                              | {\displaystyle x^{20}+x^{3}+1}  | 3 i 20                                                   | 19                        | ITU V.57                  |
| PRBS 23            | 8 388 607                              | {\displaystyle x^{23}+x^{18}+1} | 18 i 23                                                  | 23                        | ITU O.151                 |
| PRBS 31            | 2 147 483 647                          | {\displaystyle x^{31}+x^{28}+1} | 28 i 31                                                  | 30                        | Pomiar czasu opóźnienia   |

## Obszary zastosowań
Sekwencje PRBS używane są w telekomunikacji, do celów kryptograficznych, w technikach symulacyjnych i korelacyjnych oraz w spektroskopii.
Sekwencje PRBS używane są w telekomunikacji do testowania analizatorów transmisji cyfrowych i sprawdzania torów transmisji danych. Definiuje je zalecenie Międzynarodowego Związku Telekomunikacyjnego ITU-T nr O.150.

## Praktycznie używane w telekomunikacji sekwencje PRBS
- PRBS 6
- PRBS 6 Invers (wersja zanegowana sekwencji PRBS 6)
- PRBS 9
- PRBS 9 Invers (wersja zanegowana sekwencji PRBS 9)
- PRBS 11
- PRBS 11 Invers (wersja zanegowana sekwencji PRBS 11)
- PRBS 15
- PRBS 15 Invers (wersja zanegowana sekwencji PRBS 15)
- PRBS 20
- PRBS 20 Invers (wersja zanegowana sekwencji PRBS 20)
- PRBS 23
- PRBS 23 Invers (wersja zanegowana sekwencji PRBS 23)

## Najczęściej używane w telekomunikacji sekwencje PRBS
- PRBS 6 i PRBS 9 dla przepływności bitowych mniejszych niż 64 kb/s,
- PRBS 11 dla przepływności bitowej 64 kb/s,
- PRBS 15 dla przepływności bitowej 2 Mb/s i 8 Mb/s oraz
- PRBS 23 dla przepływności bitowej 34 Mb/s i 140 Mb/s.

## Sekwencje PRBS wykorzystywane sporadycznie
- PRBS 10
- PRBS 10 Invers (wersja zanegowana sekwencji PRBS 10)
- PRBS 17
- PRBS 17 Invers (wersja zanegowana sekwencji PRBS 17)
- PRBS 31
- PRBS 31 Invers (wersja zanegowana sekwencji PRBS 31)